# 卡尔恰新堡
卡尔恰新堡（義大利語：Castelnuovo Calcea）是意大利阿斯蒂省的一个市镇。总面积8平方公里，人口783人，人口密度97.9人/平方公里（2009年）。ISTAT代码为005030。